# Маріанна Гірш
Маріанна Гірш (рум. Marianne Hirsch; нар. 23 вересня 1949, Тімішоара, Румунія) — американська дослідниця та академік румунського походження. Викладачка англійської та порівняльної літератури в Колумбійському університеті, професорка Інституту досліджень жінок, гендерних питань та сексуальності. Авторка досліджень культурної пам'яті та пам'яті Голокосту протягом наступних поколінь, ввела спеціальний термін «постпам'ять». У більшості своїх публікацій М. Гірш аналізує феміністичні теорії, роботи з пам'яттю та фотографії.

## Біографія
Маріанна Гірш народилася на південному заході Румунії, у сім'ї євреїв Карла та Лотте Гірш, пара одружилася у Чернівецькому гетто, де вони пережили роки Голокосту. Після звільнення у 1945 році родина переїжджає тимчасово до Тімішоари, однак більшість свого дитинства Маріанна Гірш провела у Бухаресті, пізніше, у 1961 році Гірш перебралися до Відня, а вже у 1962 році сім'я остаточно імігрувала до США. Маріанна Гірш навчалася у Браунському університеті, де здобула ступінь бакалавра та магістра, а у 1975 році отримала ступінь доктора порівняльної літератури.

## Кар'єра
Після закінчення докторантури у Браунському університеті Маріанна Гірш протягом 30 років з 1974 по 2004 роки викладала в Дартмутському коледжі, одному з найпрестижніших університетів Ліги плюща в США. Також у цьому ж університеті Гірш стала співзасновницею програми «Жіночі студії» і протягом багатьох років обіймала посаду професора кафедри порівняльної літератури. У 1977 році протягом року була запрошеним професором французької літератури та гуманітарних наук в Університеті Вандербільта. Станом на 2000 рік Маріан Гірш є професором англійської та порівняльної літератури в Колумбійському університеті в Нью-Йорку. Гірш була стипендіаткою Меморіального фонду Джона Саймона Гугенхайма і отримувала гранти від Американської ради навчальних товариств (ACLS)та Національного гуманітарного центру (NHC), Фондів Белладжіо і Больяско, Інституту Мері Інграхам та Інституту розширених досліджень Стелленбоша (STIAS, Південна Африка). Маріанна Гірш була віце-головою та головою Асоціації сучасної мови, членом Виконавчої ради MLA, Консультативної ради ACLA, Виконавчої ради Товариства з вивчення наративної літератури та Ради наглядачів Англійського інституту. Також працювала у складі дорадчих рад у питаннях щодо сучасної жіночої писемності. Опублікувала чимало книг та сотні наукових статей, значна частина яких стосується феміністичної теорії, фотографій та глибшого дослідження пам'яті через наративи, фотографії, предмети та певні поведінкові структури

## Концепція постпам'яті
Одне з головних питань, яким цікавилась Гірш — це передача спогадів з покоління в покоління. У 1992 році після публікації комікса «Маус. Розповідь того, хто вижив» американця Арта Спігельмана дослідниця розробила концепцію постпам'яті. У своїй книзі — «Покоління постпам'яті: писемність та візуальна культура після Голокосту» вона показала, що спогади про травматичні події, пережиті батьками, бабусями та дідусями чи іншими членами сім'ї, існують також і у їхніх нащадків, ніби останні їх пережили. Найжахливіші переживання — розказані іншими. Щоб проілюструвати цю теорію, Маріанна Гірш наводила розповіді тих, хто пережив Голокост із Черновіца (Чернівців), та історії їхніх нащадків, включаючи враження, відбиті предметами та зображеннями, що залишилися з того історичного періоду. Цей тип пам'яті, під впливом проективної уяви та відтворення, Маріанна Гірш називала «постпам'яттю». Згодом поняття поширилось і поза сімейними стосунками, щоб описати стосунки, які мають наступні покоління або непрямі свідки до особистої, колективної та індивідуальної травми інших людей, тобто події, про які вони знають лише через розповіді, образи та поведінку. Ця концепція також була застосована згодом авторами в інших травматичних, історичних та культурних ситуаціях. В інших дослідженнях (деякі у співпраці зі своїм чоловіком Лео Спітцером) стосовно старих фотографій, Мар'яна Гірш була під впливом ідей Роланда Барта і розробила концепцію «точок пам'яті», що пов'язує фотографії з пам'яттю.

## Праці
1. The Generation of Postmemory: Writing and Visual Culture After the Holocaust, Columbia University Press 2012
2. Teaching the Representation of the Holocaust (co-ed. 2004)
3. Ghosts of Home: The Afterlife of Czernowitz in Jewish Memory, (З Лео Спітцером) University of California Press 2010
4. Grace Paley Writing the World 2009
5. Rites of Return: Diaspora, Poetics and Politics of Memory 1997
6. The Familial Gaze 1999
7. Family Frames: Photography, Narrative and Postmemory Harvard University Press 1997 The Mother/Daughter Plot: Narrative, Psychoanalysis, Feminism 1992 (Про матерів і дочок в літературі)